# Amazonsaurus maranhensis
Amazonsaurus ("Lucertola dell'Amazzonia") è un genere di dinosauro sauropode diplodocoide vissuto nel periodo Cretaceo inferiore, diffuso in quello che è ora il Sud America.

## Descrizione
Secondo le ricostruzioni, era un erbivoro quadrupede con collo molto lungo e coda flessibile. Benché alcuni altri Diplocoidi fossero tra i più lunghi animali mai esistiti, l'Amazonsaurus non era più lungo di 12 metri (40 piedi).

A dispetto di altri dinosauri scoperti in Brasile, questo è il primo genere tassonomico a portare il nome del luogo di scoperta, il Brasile Amazzonico. Il suo nome è derivato dalla zona brasiliana dell'Amazzonia Legale e dalla parola greca sauros, ovvero "lucertola". È conosciuta una sola specie, (A. maranhensis) che trae il suo nome dallo stato brasiliano del Maranhão. Sia il genere che la specie sono stati nominati nel 2003 dai paleontologi Ismar de Sourza Carvalho e Leonardo dos Santos Avilla, insieme al loro collega argentino, Leonardo Salgado.
Fossili di Amazonsaurus, includono oggi alcune vertebre posteriori (facenti parte della coda), costole, e alcuni frammenti della pelvi, che sono le uniche rimanenze del dinosauro identificabile al livello generico della Formazione Itapecuru di Maranão. Questa formazione geologica è databile tra l'Aptiano e l'Albiano, epoche del primo periodo Cretaceo, tra 125 e 100 milioni di anni fa. L'Amazonsaurus era ricoperto di sedimenti, che sono stati interpretati dai geologi come depositi di limo vicino al delta di un fiume.
Le alte spine neurali sulle vertebre della coda identificano l'Amazonsaurus come un sauropode diplocoide, ma la natura frammentaria dei campioni conosciuti rende difficile posizionare più precisamente la specie A. maranhensis all'interno della superfamiglia Diplocoidea. Comunque, alcune caratteristiche di queste vertebre suggeriscono che esso potesse essere un membro sopravvissuto fino a tarda epoca della linea basale dei diplocoidi.  Inoltre, un'analisi cladistica pubblicata mostra l'Amazonsaurus come essere derivato maggiormente dai rebbachisauridi, ma basale ai dicraeosauridi e ai diplodocidi con Diplocoidea (Salgado et al., 2004).

## Biogeografia
I diplocoidi basali sono stati rinvenuti in numerose zone del Sud America, così come nella parte nord dell'Africa, nel Primo Cretaceo, così come i sauropodi titanosauriani, e i carcharodontosauridi e gli spinorauridi teropodi. A partire dal Tardo periodo Cretaceo, i diplocoidi si sono estinti, mentre i titanosauri proliferavano. Anche le famiglie dei teropodi predatori del Primo Cretaceo furono sostituite da teropodi abelisauridi in tutti i continenti meridionali durante il Tardo Cretaceo (Carvalho et al., 2003; Novas et al., 2005).